# Dietmar Preuß
Dietmar Preuß (* 1969 in Recklinghausen) ist ein deutscher Autor von Fantasy- und Science-Fiction-Romanen sowie Kurzgeschichten.

## Leben
Nach einer Ausbildung und einem Studium zum Diplom-Finanzwirt (FH) war er als Aufbauhelfer in Brandenburg tätig. 2003 konnte er die ersten Kurzgeschichten aus den Bereichen Fantasy, Horror, Science Fiction und Märchen („Der Elfenjunge, der nicht fliegen wollte“ und „Fluch der Winterwelt“) in Anthologien und Zeitschriften veröffentlichen. 2004 folgte der Kurzroman Die Hexe im Stein. Seit 2007 schrieb er dann drei Romane aus der Reihe Das Schwarze Auge.  Als BoD wurde der Fantasyroman Das Verschwundene Tal veröffentlicht. Die Reihe Jon. Harkers Gothic Novels umfasst mittlerweile fünf Kurzromane. Dietmar Preuß ist geschieden und wohnt im Münsterland.

## Werke (Auswahl)
- Die Paktiererin.  Erkrath: Fantasy Productions, 2009, ISBN 978-3-89064-158-4.
- Die rote Bache.  Erkrath: Fantasy Productions, 2008, ISBN 978-3-89064-227-7.
- Hohenhag.  Erkrath: Fantasy Productions, 2007, ISBN 978-3-89064-494-3.
- Ambra Gem – Die Hexe Im Stein. Intrag Verlag, 2004, ISBN 1933140003.